# Jaciment arqueològic de la Font de Fontejau II
El Jaciment arqueològic de la Font de Fontejau II és un jaciment arqueològic que es troba a Girona (Gironès), inclòs a l'Inventari del Patrimoni Arqueològic i Paleontològic de Catalunya.

## Descripció
En un petit planell elevat sobre la plana del Ter que ocupa la depressió que hi ha entre el Puig d'en Roca III (o Turó de la Bateria) i el Puig d'en Roca IV, es forma un petit sistema de glacis.

## Descobriment i història de les intervencions arqueològiques
Jaciment descobert per I. Boj i R. Sala durant unes obres l'any 1990.

## Troballes
Conté indústria lítica tallada en còdols sobre roques dures, es disposa de molt poques peces, que foren localitzades en secció. L'apreciació crono-cultural pot intentar-se a nivell geològic considerant el sistema de terrasses quaternàries que es conserven en aquesta zona del Ter. El nivell de llims que conté la indústria forma part d'un glacis que parteix del talús del Turó de la Bateria cap a l'oest i, per tant, ha de ser considerat lleugerament posterior als nivells arqueològics del Puig d'en Roca III.